# Fagus hayatae
Fagus hayatae Palib. ex Hayata – gatunek roślin z rodziny bukowatych (Fagaceae Dumort.). Występuje naturalnie w Chinach (w prowincjach Hubei, Hunan, Shaanxi, Syczuan i Zhejiang) oraz w północnej części Tajwanu. 

## Morfologia
PokrójZrzucające liście drzewo dorastające do 20 m wysokości.
LiścieBlaszka liściowa ma romboidalnie owalny kształt. Mierzy 3–7 cm długości, ma klinową lub zaokrągloną nasadę i ostry lub krótko spiczasty wierzchołek.
OwoceOrzechy wystające pojedynczo z brązowych miseczek mierzących 7–10 mm średnicy.

## Biologia i ekologia
Rośnie w lasach zrzucających liście. Występuje na wysokości od 1300 do 2300 m n.p.m. Kwitnie od kwietnia do maja, natomiast owoce dojrzewają od sierpnia do października.